# Marcin Robak
Marcin Andrzej Robak (Legnica, Polonia, 29 de noviembre de 1982) es un exfutbolista polaco que jugaba en la posición de delantero.

## Palmarés
Widzew Łódź
- I Liga de Polonia (2): 2008–09, 2009–10

Lech Poznań
- Supercopa polaca de fútbol (2): 2015, 2016[1]

Individual
- Máximo goleador de la Ekstraklasa (2): 2013-14, 2016-17
- Máximo goleador de la I Liga (1): 2009–10[2]
- Mejor jugador de la I Liga: 2008[3]

## Clubes
| Club                | País                | Año         | Partidos | Goles | Media |
| ------------------- | ------------------- | ----------- | -------- | ----- | ----- |
| Konfeks Legnica     | Polonia             | 1998 - 2002 | 8        | 1     |       |
| Miedź Legnica       | Polonia             | 2002 - 2005 | 33       | 12    |       |
| Korona Kielce       | Polonia             | 2006 - 2008 | 66       | 19    |       |
| Widzew Łódź         | Polonia             | 2008 - 2010 | 73       | 45    |       |
| Konyaspor           | Turquía             | 2011 - 2012 | 48       | 13    |       |
| Mersin İdmanyurdu   | Turquía             | 2012 - 2013 | 0        | 0     |       |
| Piast Gliwice       | Polonia             | 2013        | 14       | 5     |       |
| Pogoń Szczecin      | Polonia             | 2013 - 2015 | 49       | 33    |       |
| Lech Poznań         | Polonia             | 2015 - 2017 | 45       | 20    |       |
| Śląsk Wrocław       | Polonia             | 2017 - 2019 | 68       | 37    |       |
| Widzew Łódź         | Polonia             | 2019 - 2021 | 63       | 28    |       |
| Total en su carrera | Total en su carrera | 1998 - 2021 | 403      | 175   |       |